# Cal·línic de Ravenna
Cal·línic (en llatí Callinicus, en grec Καλλίνικος) fou exarca de Ravenna del 596 al 603. Pau Diaca l'anomena Gallinicus patricius.

## Biografia
A diferència dels seus predecessors en el càrrec, les seves relacions amb el papa Gregori el Gran van ser molt tenses. Va cedir a les pressions del pontífex i el 598 va acordar una treva en nom de l'Imperi amb els longobards una pau per dos anys, segons Pau Diaca «una pau fermíssima», en la qual els longobards eren reconeguts sobirans dels territoris que ocupaven en aquells moments. Gràcies a aquests acords, Cal·línic, amb l'ajuda dels longobards, va poder rebutjar uns atacs dels eslaus que van intentar envair el nord d'Ístria a l'estiu del 599.
En política religiosa, Cal·línic va ser tolerant amb els partidaris de la Qüestió dels Tres Capítols, en la qual el papa Gregori volia ser molt contundent i el va criticar amb fermesa. Va fer de mediador entre el papa i el bisbe de Salona, acusat per Gregori de simonia, i va aconseguir una reconciliació entre els dos.
El 601, al final de la pau, per obligar els longobards a signar un nou tractat, va ocupar Parma i es va apoderar per sorpresa d'una filla del rei Agilulf i el seu marit i els va enviar a Ravenna. Però per contra Agilulf es va enfurismar i el 602, amb ajuda dels àvars i els eslaus, va envair territori romà d'Orient destruint Pàdua a foc i a sang i ocupant Monselice, va destruir Cremona i després Màntua fins que va assolir l'alliberament de la seva filla, el seu gendre i el seu net. Per aquests fets, l'any 603 va ser destituït, i nomenat Esmaragd, que assumia el poder per segona vegada.